# Спанбергер, Эбигейл
Эбигейл Энн Дэвис Спанбергер (англ. Abigail Anne Davis Spanberger; урожденная Дэвис; род. 7 августа 1979, Ред-Банк, Нью-Джерси) — американский политик и бывший офицер разведки. С 2019 по 2025 год была членом Палаты представителей США от седьмого избирательного округа штата Виргиния. Член Демократической партии.
В 2018 году на выборах в Палату представителей в Виргинии Спанбергер одержала победу над республиканцем Дэйвом Братом. До этого момента Республиканская партия 36 лет доминировала в округе. В 2020 и 2022 годах Спанбергер была переизбрана на второй и третий срок. Кандидат от Демократической партии на пост губернатора Виргинии 2025 года. Ей предстоит соперничать с действующим вице-губернатором и кандидатом от республиканцев Уинсом Эрл-Сирс.

## Ранний период жизни
Эбигейл Спанбергер родилась 7 августа 1979 года в боро Ред-Банк американского штата Нью-Джерси. Когда ей было 13 лет, её семья переехала в район Шорт-Памп округа Хенрайко, недалеко от города Ричмонд штата Виргиния. Спанбергер училась в Средней школе Джона Рэндольфа Такера. Позже она была помощницей Сенатора США Чака Робба.
Получила степень бакалавра гуманитарных наук в Виргинском университете и степень магистра делового администрирования по совместной программе Бизнес-школы GISMA в Германии и Краннертской школы менеджмента Университета Пердью.

## Карьера
В 2002 и 2003 годах Спанбергер преподавала английскую литературу в качестве замещающего учителя в Исламской саудовской академии в Северной Вирджинии, США. В начале 2000-х она была почтовым инспектором, занимаясь делами об отмывании денег и наркотиках.
В 2006 году присоединилась к Центральному разведывательному управлению (ЦРУ) в качестве оперативного офицера. Она собирала разведывательные данные о распространении ядерного оружия и терроризме.
В 2014 году покинула ЦРУ и перешла в частный сектор. Была нанята компанией Royall & Company (теперь EAB). В 2017 году губернатор штата Виргиния Терри Маколифф назначил её членом Совета по жилищному строительству штата Виргиния.

## Палата представителей США

### Выборы

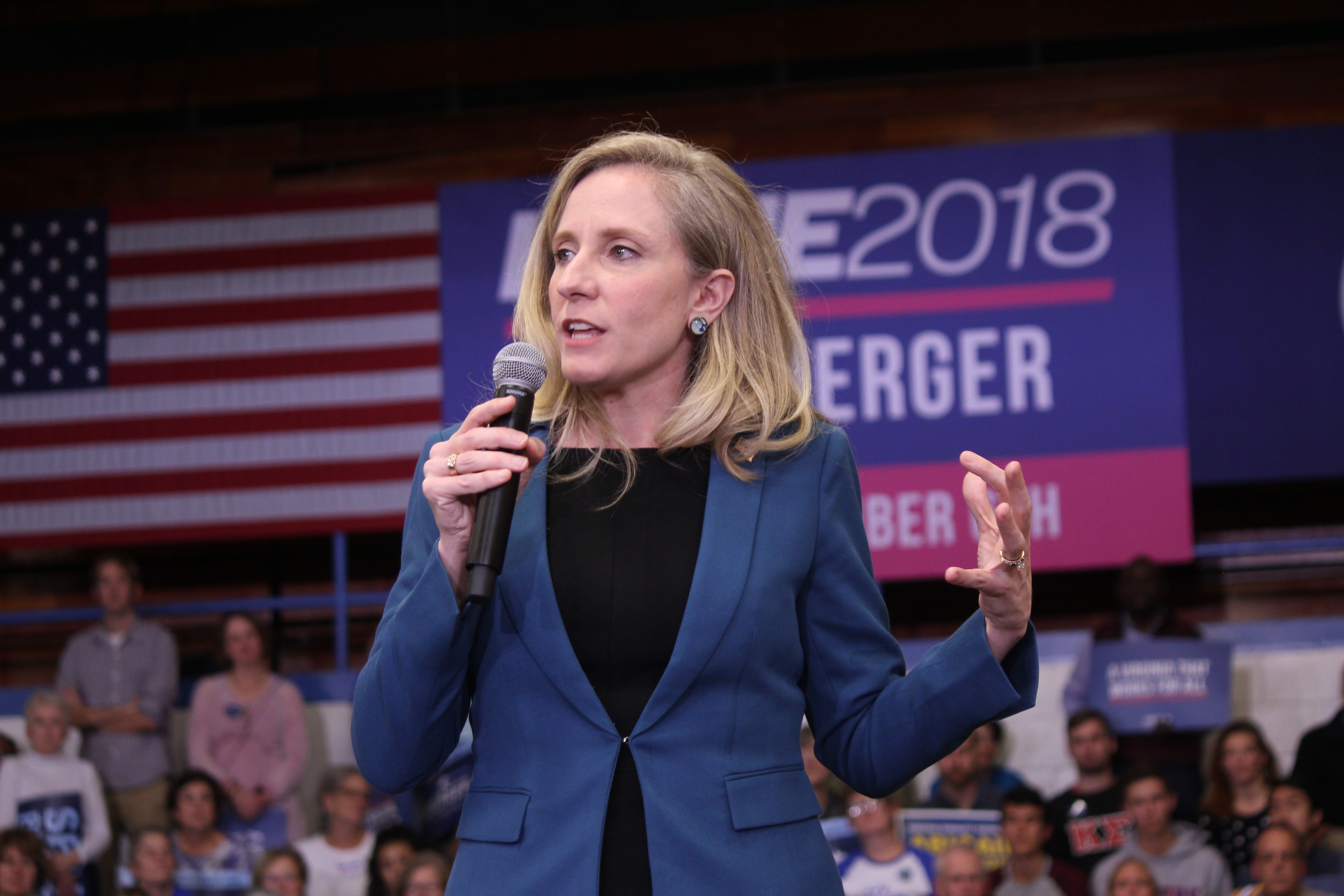
Спанбергер выступает на предвыборном митинге накануне выборов в 2018 году

В июле 2017 года Спанбергер выдвинула свою кандидатуру в Палату представителей США в седьмом избирательном округе Виргинии на выборах 2018 года против действующего республиканца Дэйва Брата, члена движения чаепития. Она приняла окончательное решение баллотироваться после того, как Палата представителей проголосовала за отмену Закона о доступном медицинском обслуживании. 12 июня 2018 года Спанбергер одержала победу над Дэном Уордом на внутрипартийных выборах Демократической партии США, набрав 73% голосов, больше, чем любой другой кандидат на внутрипартийных выборах в Виргинии в тот день.
В августе комитет политических действий Congressional Leadership Fund, тесно связанный со спикером Палаты представителей от республиканцев Полом Райаном, провёл клеветническую кампанию против Спанбергер. Клеветническая кампания, в ходе которой её пытались связать с терроризмом, была основана на заявлении SF-86, которое она заполнила для получения допуска к секретным данным, которое было неправомерно опубликовано в нарушение правил конфиденциальности. 6 ноября она победила на общих выборы, набрав чуть более 6600 голосов. В то время как Брат выиграл восемь из десяти округов, Спанбергер доминировала в двух крупнейших округах, Хенрико и Честерфилд, с общим перевесом более 30 000 голосов.
Ряд источников утверждал, что с 1970 года Спанбергер была первым членом Демократической партии, получившим это место, когда демократ Джон Марш, занимавший четыре срока, ушёл в отставку, и его сменил республиканец Дж. Кеннет Робинсон.